# Lleterola (grup de bolets)
Les lleteroles, lleteres, lletragues o pixallets són bolets de carn granulosa, propers als rovellons i a voltes d’aspecte similar, que exsuden líquid més o menys abundant quan es tallen o fereixen. El làtex o llet pot ser transparent, lletós o d'altres colors, però mai ataronjat o roig com en els rovellons. Algunes lleteroles són bolets comestibles i de marcada qualitat gastronòmica. Pertanyen a dos gèneres propers: Lactarius i Lactifluus.

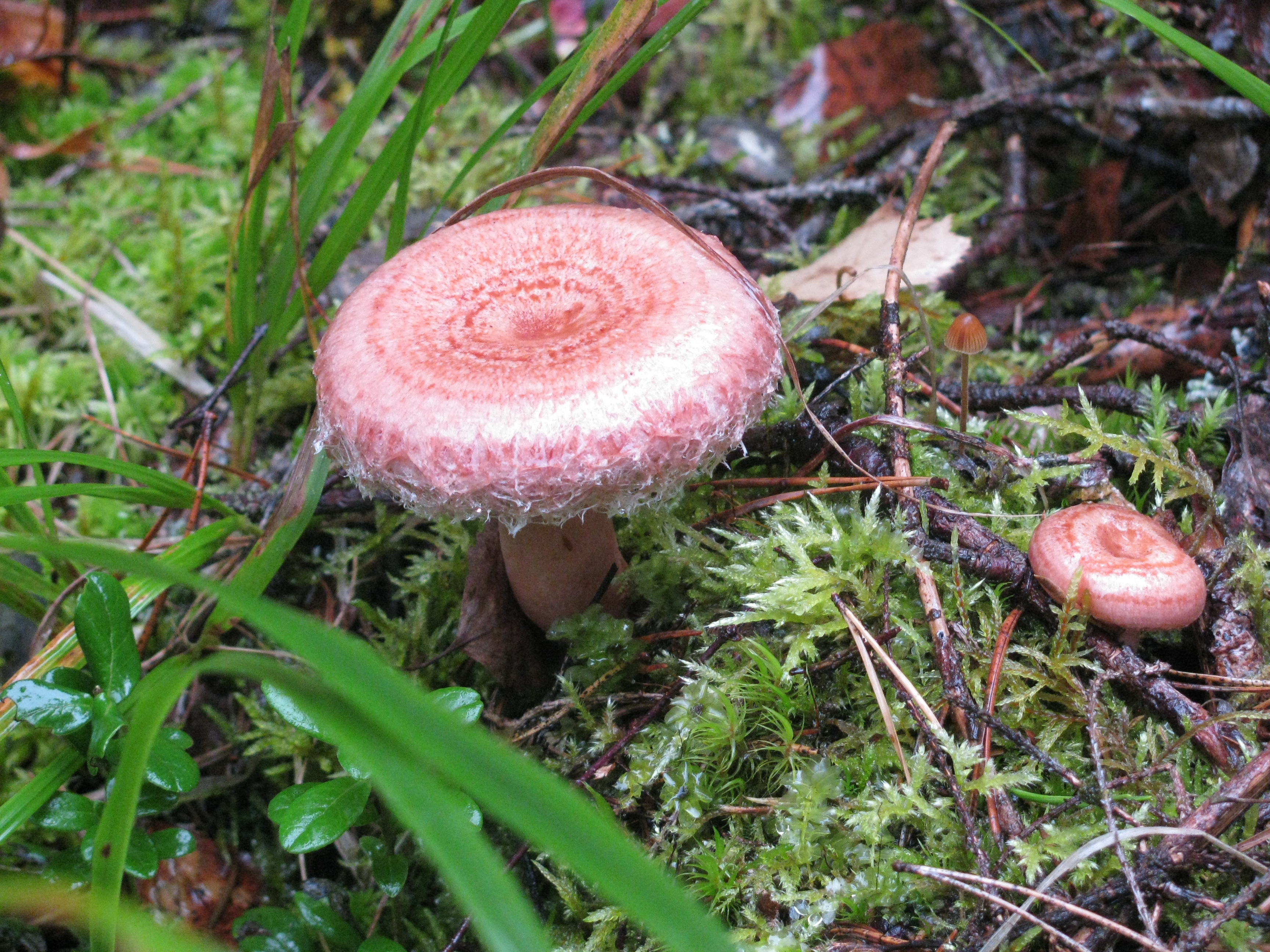
Cabra de beç (Lactarius torminosus)

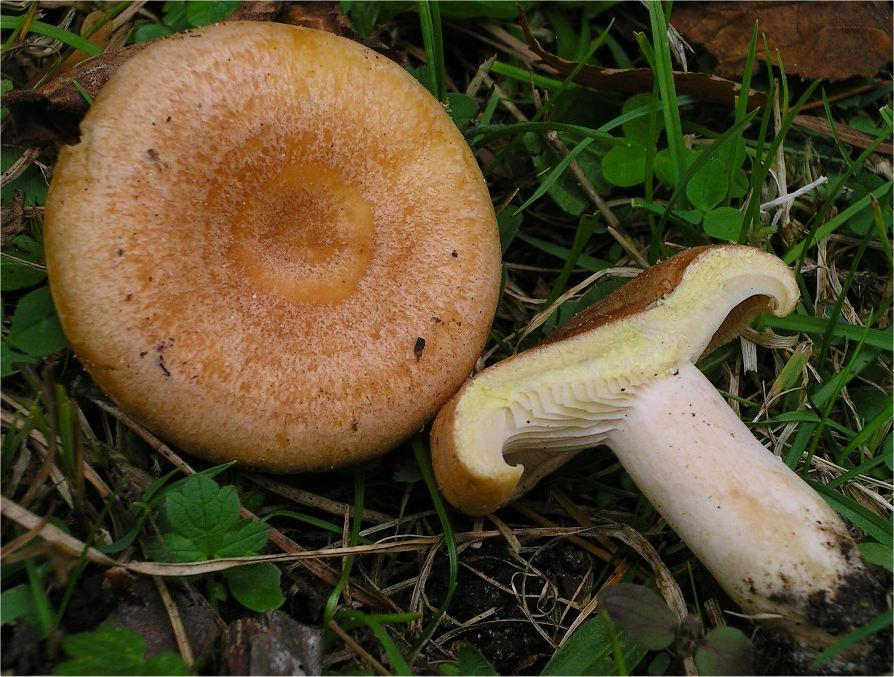
Enganyapastors d'alzina o lleterola de llet groga (Lactarius chrysorrheus)

## Grups de lleteroles
Es diferencien set grans grups de lleteroles i indiquem les espècies més corrents:

### Cabres
Lleteroles amb la superfície del barret peluda o, com a mínim, amb el marge o vora del barret pelut. En totes les cabres el làtex és blanc, en la majoria és immutable i es manté aquest color un cop han passat uns minuts, en altres esdevé de color groc en poc temps. Pertanyen al gènere Lactarius secció Piperites.
Entre les cabres de llet blanca immutable (Secc. Piperites Subsecc. Piperites) més corrents :
- Lactarius mairei, cabra de carrasca
- Lactarius pubescens, cabra blanca de beç
- Lactarius spinosulus, cabra de beç menuda
- Lactarius tesquorum, cabra d’estepa, cabra pinetellera o lletraga peluda
- Lactarius torminosus, cabra de beç

Entre les cabres de llet blanca que esdevé groga al cap de poc (Secc. Piperites Subsecc. Scrobiculati) més corrents:
- Lactarius citriolens, cabra de sofre
- Lactarius intermedius, cabra d’avet de cama pigallosa
- Lactarius pseudoscrobiculatus, cabra de bruc
- Lactarius scrobiculatus, cabra d’avet

### Enganyapastors o esclata-sangs blancs
Similars als anteriors però de barret llis, sense cap mena de pilositat. De llet blanca, en certes espècies pot canviar a color groc en pocs minuts. Pertanyen al gènere Lactarius secció Zonarii.
Entre els enganyapastors de llet blanca immutable i barret viscòs (Secc. Zonarii Subsecc. Zonarii) més corrents:
- Lactarius acerrimus, pigallat venós
- Lactarius evosmus, enganyapastors de pollancre
- Lactarius zonarius, enganyapastors de llet blanca

Entre els enganyapastors de llet blanca que esdevé groga en pocs minuts (Secc. Zonarii Subsecc. Croceini) més corrents:
- Lactarius chrysorrheus, enganyapastors de llet groga
- Lactarius mediterraneensis, pigallat

### Lleteroles de llet morada
Lleteroles de llet blanca que, lentament, esdevé lila o violeta. Sol dividir-se en dues seccions pel color del barret, els que el tenen de color violaci, brunenc o grisenc, i els que el tenen blanquinós, cremós o groguenc. Pertanyen al gènere Lactarius secció Uvidi.
Entre les lleteroles de llet morada de barret violaci, brunenc o grisenc (Secc. Uvidi Subsecc. Uvidini) més corrents :
- Lactarius brunneoviolaceus, lleterola morada brunenca
- Lactarius cistophilus, lleterola morada d’estepa
- Lactarius luridus, lleterola morada esclarissada
- Lactarius uvidus, lleterola morada humida
- Lactarius violascens, lleterola morada

Entre les lleteroles de llet morada i barret blanquinós, cremós o groguenc (Secc. Uvidi Subsecc. Aspideini) més corrents:
- Lactarius aspideus, lleterola morada de salze
- Lactarius dryadophilus, lleterola morada de rosa de roca
- Lactarius flavidus, lleterola morada d’avellaner
- Lactarius salicis-herbaceae, lleterola morada de salenca herbàcia
- Lactarius salicis-reticulatae, lleterola morada de salenca reticulada

### Lleteroles de llet rosada
Lleteroles de barret sec i marge que no és pelut, caracteritzades per la llet blanca que esdevé rosa quan s'escola sobre la carn o les làmines i han transcorregut uns minuts (poden caldre fins a dues hores). Pertanyen al gènere Lactarius secció Plinthogalus.
Les espècies de lleteroles de llet rosada més corrents són:
- Lactarius acris, lleterola clapada llenegosa
- Lactarius azonites, lleterola clapada de roure
- Lactarius fuliginosus, lleterola fosca
- Lactarius lignyotus, lleterola mascarda de mugró
- Lactarius picinus, lleterola mascarda de pícea
- Lactarius pterosporus, lleterola clapada de fageda
- Lactarius romagnesii, lleterola mascarda
- Lactarius ruginosus, lleterola rossa de fageda

### Lleteroles de llet serosa
Lleteroles de làtex aquós o amb aspecte de xerigot. Pertanyen al gènere Lactarius secció Olentes.
Les espècies de lleteroles de llet serosa més corrents són:
- Lactarius camphoratus (=L. cimicarius), lleterola de càmfora
- Lactarius atlanticus, lleterola de peu pelut
- Lactarius serifluus (=L. subumbonatus), lleterola fosca de roure

### Lleteroles llenegoses
Lleteroles de barret viscós, llis, mai pelut, de llet blanca immutable però que pot esdevenir gris verdosa en assecar, mai morada, groga o rosa. Pertanyen al gènere Lactarius i majoritàriament a la secció Glutinosi.
Les espècies de lleteroles llenegoses més corrents són:
- Lactarius albocarneus, lleterola llenegosa rossa d’avet
- Lactarius blennius, lleterola llenegosa de faig
- Lactarius circellatus, lleterola llenegosa de bedoll
- Lactarius fluens, lleterola llenegosa de vora blanca
- Lactarius hysginus, lleterola llenegosa brunenca de pi
- Lactarius nanus, lleterola llenegosa de salenca
- Lactarius necator, lleterola llenegosa olivàcia
- Lactarius pallidus, lleterola llenegosa rossa de faig
- Lactarius pyrogalus, lleterola llenegosa d’avellaner
- Lactarius trivialis, lleterola llenegosa brunenca d’avet
- Lactarius vietus, lleterola llenegosa de bedoll

### Lleteroles veres
Lleteroles de llet blanca, sovint immutable o que esdevé groguenca, de barret llis, sec i sense zones concèntriques. El viratge de la llet de color blanc a groc pot ser poc visible o consistent. Pertanyen al gènere Lactarius i Lactifluus.
Entre les lleteroles veres de llet immutable més corrents: 
- Lactarius aurantiacus, lleterola taronja
- Lactarius badiosanguineus, lleterola roja de pi
- Lactarius glyciosmus, lleterola de coco de bedoll
- Lactarius lilacinus, lleterola lila
- Lactarius mammosus, lleterola de coco de pi
- Lactarius quietus, lleterola bruna de roure
- Lactarius rubrocinctus, lleterola de cama amb vora roja
- Lactarius rufus, lleterola roja escaldabec
- Lactarius subdulcis, lleterola roja de faig
- Lactarius tabidus, lleterola de bedoll
- Lactarius zugazae, lleterola de Zugaza
- Lactifluus hepaticus, lleterola de fetge
- Lactifluus rugatus, lleterola vera, lleterola roja (de vora arrugada)
- Lactifluus subvolemus, lleterola roja (clapada)
- Lactifluus volemus, lleterola roja (peixenca)

Entre les lleteroles veres de llet groguejant més corrents: 
- Lactarius decipiens, lleterola de gerani
- Lactarius fulvissimus, lleterola taronja de roure
- Lactarius lacunarum, lleterola taronja de mollera